# Stazione di Takamatsu (Kagawa)

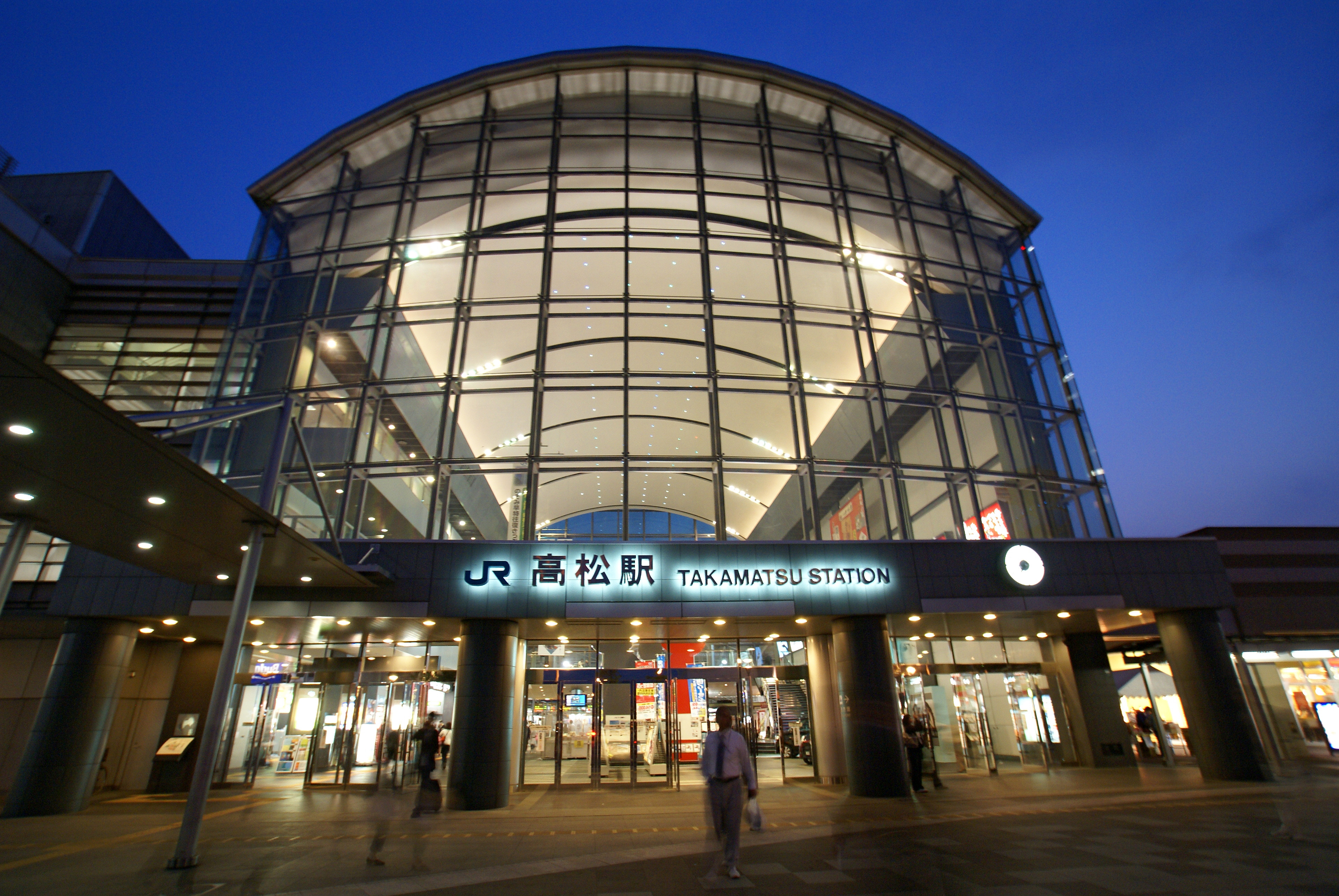
Vista dell'atrio della stazione illuminato la sera

La stazione di Takamatsu (高松駅?, Takamatsu-eki) è la principale stazione ferroviaria dell'omonima città della prefettura di Kagawa, sull'isola di Shikoku in Giappone. La stazione è una delle principali dell'intera isola, ed è direttamente collegata alla stazione di Okayama nello Honshū, l'isola principale del Giappone grazie al grande ponte di Seto, l'unico collegamento ferroviario fra le due isole. La stazione è capolinea per la linea Yosan, che la congiunge con Matsuyama, e per la linea Kōtoku che arriva a Tokushima. L'infrastruttura e l'esercizio sono del gruppo JR Shikoku.

## Linee e servizi

### Infrastrutture ferroviarie
JR Shikoku
■ Linea Yosan
■ Linea Kōtoku

### Servizi ferroviari
Sono presenti anche i seguenti servizi che utilizzano in parte la linea Yosan:
 JR Shikoku
■ Linea Seto-Ōhashi
■ Linea Dosan

### Tram
A breve distanza dalla stazione si trova la fermata di Takamatsu Chikkō della ferrovia elettrica Takamatsu-Kotohira (Kotoden) dove passano le linee Kotohira e Nagao.

## Struttura
La stazione di Takamatsu è uno scalo di testa (una delle più grandi stazioni di testa della JR) con 9 binari e quattro marciapiedi totali, e si trova nei pressi del porto di Takamatsu. Il mezzanino è costituito da un grande atrio vetrato con diversi servizi, quali bar, ristoranti, chioschi, negozi e una biglietteria presenziata. L'accesso ai binari è possibile mediante il superamento dei tornelli di accesso automatici, e quindi senza alcuna barriera architettonica per via della struttura della stazione. 

### Binari

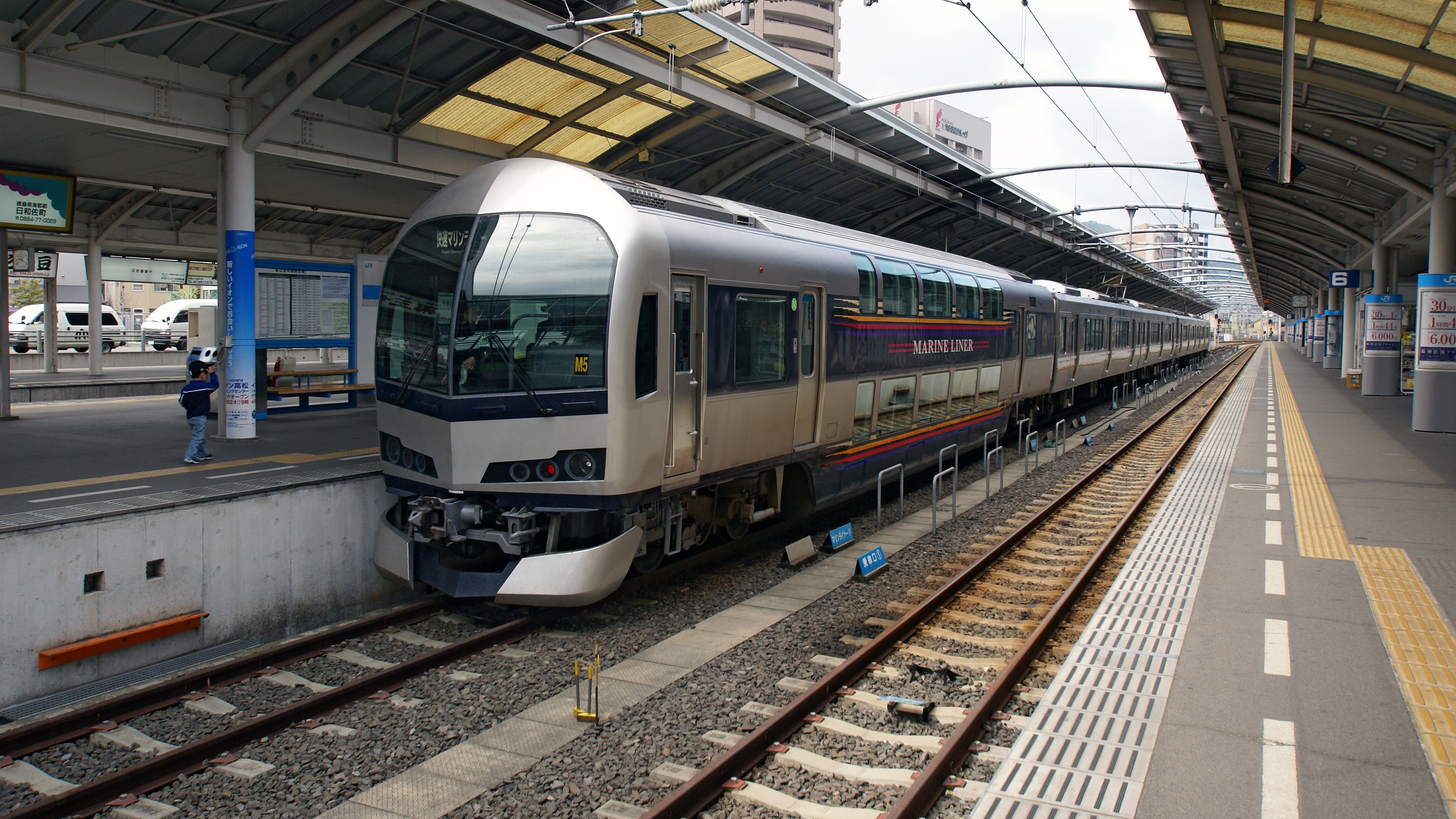
Treno Marine Liner in sosta al binario 5

- I binari 1-3 sono privi di elettrificazione e quindi riservati alla linea a trazione termica Kōtoku. L'altezza delle banchine è di 960 mm sul piano del ferro. 
  - Il binario 1 tiene fino a 4 casse, il 2 fino a 3, e il 3 ospita treni a 7 casse
- Il binario 4 è utilizzato dalle automotrici della linea Yosan
- I binari dal 5 al 9 sono principalmente utilizzati dagli elettrotreni e dal treno diesel serie 2000, con marciapiedi alti 1100 mm
  - I binari 4-7 ospitano 8 casse, il numero 9 tiene 9 casse, e il 9 ne ospita fino a 10
- Il rapido "Marine Liner" utilizza i binari 5 o 6, e ne viene data l'informazione direttamente dopo i tornelli
- A causa della conformazione a testa della stazione, il treno espresso limitato Uzushio proveniente da Okayama qui inverte la direzione

| Bin. | Linea                                           | Destinazioni principali                         | Note                                 |                               |
| ---- | ----------------------------------------------- | ----------------------------------------------- | ------------------------------------ | ----------------------------- |
| 1-2  | ■ Linea Kōtoku                                  | Ritsurin, Shido, Sambommatsu e Tokushima        |                                      |                               |
| 3    | ■ Linea Kōtoku                                  | Ritsurin, Shido, Sambommatsu e Tokushima        | compresi gli esp. lim. "Uzushio"     |                               |
| 4    | ■ Linea Yosan / ■ Linea Dosan (servizi diretti) | Sakaide, Utazu, Tadozu, Kan-onji e Kotohira     |                                      |                               |
| 5    | ■ Linea Seto-Ōhashi                             | Sakaide, Utazu, Kojima, Chayamachi e Okayama    | compresi gli esp. lim. "Uzushio"     |                               |
| 5    | ■ Linea Yosan / ■ Linea Dosan (servizi diretti) | Sakaide, Utazu, Tadozu, Kan-onji e Kotohira     | solo treni locali                    |                               |
| 6    | ■ Linea Seto-Ōhashi                             | Sakaide, Kojima, Chayamachi e Okayama           |                                      |                               |
| 6    | ■ Linea Yosan / ■ Linea Dosan (servizi diretti) | Sakaide, Tadozu, Kan-onji, Kotohira e Kōchi     | compresi gli esp. lim. "Shimanto"    |                               |
| 7    | ■ Linea Yosan / ■ Linea Dosan (servizi diretti) | Sakaide, Tadozu, Kan-onji, Matsuyama e Kotohira | compresi gli esp. lim. "Ishizuchi"   |                               |
| 8    | ■ Linea Yosan / ■ Linea Dosan (servizi diretti) | Sakaide, Tadozu, Kan-onji, Kotohira e Kōchi     | compresi gli esp. lim. "Shimanto"    |                               |
| 8    | ■ Linea Seto-Ōhashi                             | Sakaide, Kojima, Chayamachi e Okayama           | Rapido "Marine Liner" (alcuni treni) |                               |
| 9    | ■ Linea Yosan / ■ Linea Dosan (servizi diretti) | Sakaide, Utazu, Tadozu, Kan-onji e Kotohira     |                                      |                               |
| 9    | ■ Linea Seto-Ōhashi                             | Okayama, Ōsaka e Tōkyō                          | Rapido "Marine Liner" (alcuni treni) | treno notturno "Sunrise Seto" |

## Stazioni adiacenti
| «            | Servizio            | »                |
| Linea Kōtoku | Linea Kōtoku        | Linea Kōtoku     |
| ------------ | ------------------- | ---------------- |
| Capolinea    | Locale              | Shōwachō         |
| Linea Yosan  |                     |                  |
| Capolinea    | Locale              | Kōzai            |
| Capolinea    | Rapido Marine Liner | Sakaide          |
| Capolinea    | Rapido Sunport      | Hashioka Kinashi |